# Rejon maslaniński
Rejon maslaniński (ros Маслянинский район) – rejon będący jednostką podziału administracyjnego rosyjskiego obwodu nowosybirskiego.

## Historia
W czasach Imperium Rosyjskiego na ziemiach dzisiejszego rejnu maslanińskiego istniała wołost, która podlegała pod administrację w mieście Barnauł. Na początku lat dwudziestych XX wieku tereny te zostały włączone w skład rejonu czerepanowskiego. Ludność rosyjskojęzyczna napływa na te tereny od połowy XVII wieku. Wieś Maslanino pojawia się w źródłach już w roku 1644, a sama nazwa pochodzi od masła, które było wytwarzane przez miejscową ludność. Kolejne fale osadnictwa ruszają głównie pod koniec XVIII i w XIX wieku, a ludność napływała tu głównie z centralnych guberni Rosji, m.in. z okolic Wiatki i Smoleńska. W czasie rosyjskiej wojny domowej tereny te zajęte były przez rząd Aleksandra Kołczaka, a następnie przeszły w ręce bolszewików. Od 1921 roku administracyjnie podlegają pod sowiecką administrację w Nowonikołajewsku. W 1925 roku w wyniku konsolidacji i reformy administracyjnej w państwie sowieckim utworzony zostaje rejon maslanińki. Według danych z 1926 roku tereny te zamieszkiwało 37 600 ludzi, którzy zajmowali się głównie rolnictwem. Hodowano także zwierzęta: 19 700 sztuk bydła, 13 300 koni, 17 000 owiec i 4400 świń. W latach trzydziestych rejon przechodzi przez stalinowską politykę kolektywizacji. W 1935 roku istniało tu ogółem 117 kolektywnych gospodarstw rolnych. Jednocześnie inwestowano w mechanizację rolnictwa, dostarczano nowy sprzęt, a także uruchamiano pierwsze zakłady przemysłowe.
Od 1914 roku na terenie rejonu działał mały szpital - jedyny punkt opieki medycznej w regionie - który w 1927 roku zyskał murowaną siedzibę, gdyż do tej pory mieścił się w drewnianym budynku. W 1927 roku w rejonie maslanińskim istniało 29 szkół, do których uczęszczało 69% wszystkich dzieci, a liczba nauczycieli wynosiła 50. W tym samym czasie funkcjonowało tu też 6 czytelni wiejskich, 7 domów ludowych oraz 8 bibliotek. W 1929 roku obszar rejonu został powiększony o nowe tereny. Od 1937 roku w granicach obwodu nowosybirskiego. 1 lutego 1963 roku rejon maslaniński został zlikwidowany, a jego ziemie wcielone do rejonu czerepanowskiego. Na administracyjną mapę obwodu nowosybirskiego powraca 12 stycznia 1965 roku. W latach sześćdziesiątych inwestowano w poprawę infrastruktury drogowej, a także w rozwój budownictwa mieszkaniowego.

## Charakterystyka
Rejon maslaniński położony jest w południowo-wschodniej części obwodu nowosybirskiego, a odległość dzieląca go od jego stolicy, Nowosybirska, wynosi 172 kilometry. Najbliższa stacja kolejowa znajduje się natomiast w Czeriepanowie, w odległości 64 kilometrów. Na jego terenie położone jest jedno osiedle typu miejskiego i 11 osiedli typu wiejskiego (sielsowietów). Średnia temperatura w czerwcu wynosi +18 stopni Celsjusza, a średnia temperatura w styczniu to -20,1 C. Średnia roczna suma opadów to 410–420 mm, bardzo dobrze rozwinięta jest sieć rzeczna, a ziemia bogata jest w minerały. Na terenie rejonu znajdują się złoża m.in. złota i marmuru. Lasy zajmują 58% całości powierzchni, a także znajdują się tu złoża wód gruntowych. W 2010 roku rolnictwo ziemi maslanińskiej wytworzyło towary o łącznej wartości 688 milionów rubli. W tym samym roku wyprodukowano m.in. 46 900 ton zbóż, co było sporym spadkiem, gdyż w 2009 roku liczba ta wyniosła 72 800 ton. Rolnictwo w regionie przechodzi przez etap modernizacji, w latach 2005-2011 w jego rozwój zainwestowano łącznie 5,2 miliardów rubli. W 2011 roku rolnictwo wytworzyło towarów o wartości 828 milionów rubli. Przemysł regionu związany jest głównie z gospodarką drzewną, a także wydobyciem surowców i minerałów oraz przetwórstwem żywności.
W 2010 roku w różne sektory maslanińskiej gospodarki zainwestowano łącznie 837,4 milionów rubli. Władze przeznaczyły środki m.in. na rozwój budownictwa mieszkaniowego, unowocześnienie systemu kanalizacyjno-wodociągowego, a także na modernizację 15 placówek edukacyjnych (11 szkół i 4 przedszkoli). Łączna długość dróg na terenie rejonu wynosi 273,9 kilometrów z czego zdecydowana większość, bo 273,7 to drogi o utwardzonej powierzchni. Na terenie rejonu działa 28 publicznych szkół różnego szczebla, 26 instytucji kulturalnych, rejonowe muzeum oraz 22 biblioteki. Opiekę zdrowotną zapewnia 5 szpitali, 2 kliniki oraz kilkanaście przychodni i punktów medycznych. W 2006 roku zainaugurowano działalność wielofunkcyjnego ośrodka sportowego, działa tu także ośrodek narciarski. Dane federalne wskazują, że liczba ludności na terenie rejonu wyniosła w 2010 roku 25 966 osób. W 1998 roku mieszkało tu natomiast 29 700 ludzi. Średnie miesięczne wynagrodzenie w 2010 roku wyniosło 10 900 rubli i był to wzrost o 5,9% w stosunku do 2009 roku. W 2010 roku bezrobocie na terenie rejonu wyniosło 3,5%.